# 나타샤 버나드
나타샤 버나드(Natasha Barnard, 1988년 5월 25일 ~ )는 남아프리카 공화국의 모델이다.